# Рясник (Курська область)
Рясник (рос. Рясник) — присілок в Желєзногорському районі Курської області Російської Федерації.
Населення становить 9 осіб. Входить до складу муніципального утворення Вовковська сільрада.

## Історія
Населений пункт розташований на території українського етнічного та культурного краю Східна Слобожанщина.
Від 2004 року входить до складу муніципального утворення Вовковська сільрада.

## Населення
| 1866 | 1894 | 1905 | 1926 | 1979 | 2002 | 2010 |
| ---- | ---- | ---- | ---- | ---- | ---- | ---- |
| 328  | ↗417 | ↗452 | ↘376 | ↘55  | ↘25  | ↘9   |